# Convenio de suma de Einstein
Se denomina convenio de suma de Einstein, notación de Einstein o notación indexada a la convención utilizada para abreviar la escritura de sumatorios, en el que se suprime el símbolo de sumatorio representado con la letra griega sigma - {\displaystyle \Sigma }. Fue introducido por Albert Einstein en 1916. Es aplicado en física, en especial a los desarrollos realizados en Física avanzada. El convenio se aplica sólo a sumatorios sobre índices repetidos. Es usado especialmente con tensores donde es muy frecuente la operación de suma sobre índices repetidos y sería tedioso escribir explícitamente los símbolos de los sumatorios.

## Definición
Dada una expresión lineal en {\displaystyle \mathbb {R} ^{n}} en la que se escriben todos sus términos de forma explícita:
{\displaystyle \mathbf {u} =u_{1}x_{1}+u_{2}x_{2}+u_{3}x_{3}+\cdots +u_{n}x_{n}}
esta puede expresarse convencionalmente como el sumatorio:
{\displaystyle \mathbf {u} =\sum _{i=1}^{n}u_{i}x_{i}}
La notación de Einstein obtiene una expresión aún más condensada eliminando el signo de sumatorio y entendiendo que en la expresión resultante un índice indica la suma sobre todos los posibles valores del mismo.
{\displaystyle \mathbf {u} =u_{i}x_{i}}

### Índices
Un índice utilizado en la notación de Einstein puede aparecer en forma de producto hasta dos veces en mismo término de una expresión, por lo que las siguientes expresiones son válidas:
{\displaystyle k_{i}x_{i}\!}
{\displaystyle \mathbf {v} _{i}=v_{ij}x_{j}}
{\displaystyle c_{ijk}e_{i}e_{j}e_{k}\!}
{\displaystyle {\frac {\partial {f}}{\partial {y_{j}}}}{\frac {\partial {y_{j}}}{\partial {x_{i}}}}}
y las siguientes expresiones no se encuentran definidas o son inválidas:
{\displaystyle x_{i}y_{i}z_{i}\!}
{\displaystyle a_{m}x_{mj}y_{mk}\!}
en cálculo de tensores es también común utilizar una de las ocurrencias como un subíndice y la otra como un superíndice. Por ejemplo, en la siguiente expresión en {\displaystyle \mathbb {R} ^{4}}
{\displaystyle \mathbf {} a^{\mu }b_{\mu }=a^{0}b_{0}+a^{1}b_{1}+a^{2}b_{2}+a^{3}b_{3}}
Un índice que se repite dos veces en el mismo término de una ecuación se conoce como índice mudo, por ejemplo:
{\displaystyle \mathbf {A} =A_{i}e_{i}\!}
Un índice que se repite en cada uno de los términos de una expresión a excepción de los términos constantes se conoce como índice libre.
{\displaystyle s_{r}=a_{r}x_{i}+b_{r}x_{j}+c_{r}-1\!}
Los índices libres no se expanden en forma de sumatorio, sino que representan un sistema de ecuaciones independientes.
{\displaystyle s_{1}=a_{1}x_{i}+b_{1}x_{j}+c_{1}-1\!}
{\displaystyle s_{2}=a_{2}x_{i}+b_{2}x_{j}+c_{2}-1\!}
{\displaystyle s_{3}=a_{3}x_{i}+b_{3}x_{j}+c_{3}-1\!}

## Representaciones vectoriales
Se emplea el convenio de Einstein en Álgebra lineal para distinguir fácilmente entre vectores columna y vectores fila. Se puede, por ejemplo, poner superíndices para representar elementos en una columna y subíndices para representar elementos en una fila. Siguiendo esta convención, entonces,
{\displaystyle \mathbf {u} =u_{i}={\begin{bmatrix}u_{1}&u_{2}&\cdots &u_{n}\end{bmatrix}}\ \ \mathrm {para} \ \ i=1,2,3,\ldots ,n}
representa 1 x n vector fila y
{\displaystyle \mathbf {v} =v^{j}={\begin{bmatrix}v^{1}\\v^{2}\\\vdots \\v^{n}\end{bmatrix}}\ \ \mathrm {para} \ \ j=1,2,3,\ldots ,n}
representa n x 1 vector columna.

En matemática y en física teórica y en particular en la relatividad general, los vectores fila representan vectores covariantes mientras que los vectores columna representan vectores contravariantes.

## Representación matricial
Empleando la notación estándar, se puede generar una matriz M × N denominada A mediante multiplicación de vectores columna v por vectores fila u:

{\displaystyle \mathbf {A} =\mathbf {v} \otimes \mathbf {u} }

En la notación de Einstein, se tiene que:

{\displaystyle A_{j}^{i}=v^{i}u_{j}=(v\otimes u)_{j}^{i}}

Como i y j representan dos índices diferentes y en este caso con dos rangos diferentes M y N respectivamente, los índices no son eliminados en la multiplicación. Ambos índices sobreviven a la multiplicación para llegar a crear una nueva matriz A.